# Liptovské Sliače
Liptovské Sliače (1927 bis zum 30. Juni 2001 slowakisch „Sliače“ – bis 1927 „Tri Sliače“ oder „Nižný, Prostredný a Vyšný Sliač“; ungarisch Háromszlécs – älter auch Szlécs) ist eine Gemeinde im mittelslowakischen Kraj Žilina. Sie liegt am westlichen Ende der Podtatranská kotlina am Fuße der Niederen Tatra am linken Ufer der Waag, 8 km östlich von Stadt Ružomberok entfernt.

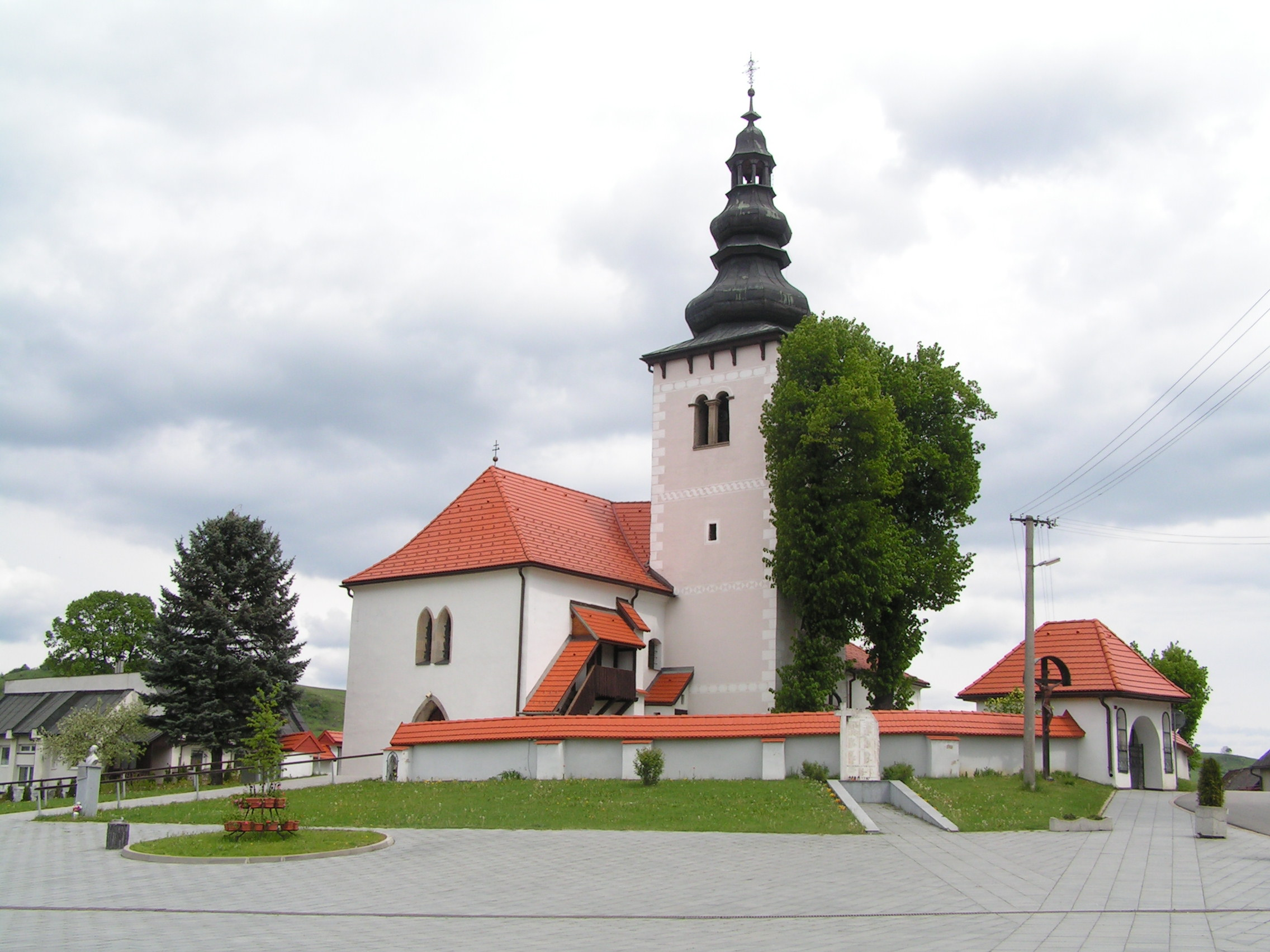
Kirche

Die erste urkundliche Erwähnung erfolgte 1251 (utraque Stelach), bzw. 1252 (due ville Scelech). Die heutige Gemeinde ist von drei ursprünglich selbstständigen Orten namens Nižný Sliač (Nieder-Sliač), Stredný Sliač (Mittel-Sliač) und Vyšný Sliač (Ober-Sliač) (sie existieren bis heute als Gemeindeteile). Die ersten zwei wurden im 13. Jahrhundert erwähnt, der letzte wurde im 16. Jahrhundert gegründet und die drei Orte hatten schon einen gemeinsamen Namen Tri Sliače.
Sehenswert ist die römisch-katholische Simon-und-Judas-Kirche aus den Jahren 1326–1334 und ein hölzerner Glockenturm.

## Bevölkerung
| Jahr                | 1994 | 2004    | 2014    | 2024    |
| ------------------- | ---- | ------- | ------- | ------- |
| Anzahl der Personen | 3808 | 3811    | 3773    | 3804    |
| Unterschied         |      | +0,07 % | −0,99 % | +0,82 % |

| Jahr                | 2023 | 2024    |
| ------------------- | ---- | ------- |
| Anzahl der Personen | 3798 | 3804    |
| Unterschied         |      | +0,15 % |